# Mokřany (Olbramovice)
Mokřany (Duits: Mokerschan of Mokerschan bei Olbramowitz) is een Tsjechische plaats in de gemeente Olbramovice, regio Midden-Bohemen, en maakt deel uit van het district Benešov. Het dorp ligt op 3,5 kilometer afstand van Olbramovice.
Mokřany telt 6 inwoners (2021).

## Geografie
De Janovskýbeek (Duits: Johannesruher Bach) stroomt langs het dorp. Temidden van de beek (ter hoogte van Mokřany) ligt een vijver.

## Geschiedenis
De eerste schriftelijke vermelding van het dorp dateert van 1584.
Sinds 1945 is Mokřany volledig ondergebracht bij het district Benešov.

## Verkeer en vervoer

### Autowegen
Er leidt een regionale weg naar het dorp.

### Spoorlijnen
Er is geen station in Mokřany. Het dichtstbijzijnde station is in Olbramocive, op 3,5 kilometer afstand. Dat station ligt aan spoorlijn 220 van Praag naar Tábor en České Budějovice, en spoorlijn 223 naar Sedlčany.
Spoorlijn 220 is dubbelsporig en maakt deel uit van het Europese spoorsysteem. Tussen 2010 en 2013 werd de lijn grondig gemoderniseerd, waarbij sommige gedeelten verplaatst werden, om zo een minder bochtig tracé te creëren. Eind 2015/begin 2016 werd het oude tracé omgebouwd tot fietspad, om Votice, Olbramovice en Bystřice te verbinden.

### Buslijnen
Er is geen bushalte in Mokřany. De dichtstbijzijnde bushalte is in Olbramovice, op ongeveer twee kilometer afstand:
| Halte            | Lijn(en)    | Traject(en)                                                         | Vervoerder(s)                          |
| ---------------- | ----------- | ------------------------------------------------------------------- | -------------------------------------- |
| Olbramovice, Ves | 401 558 566 | Praag-Roztyly - Jindřichův Hradec Bystřice - Votice Vojkov - Votice | CŠAD Benešov CŠAD Benešov CŠAD Benešov |

## Galerij

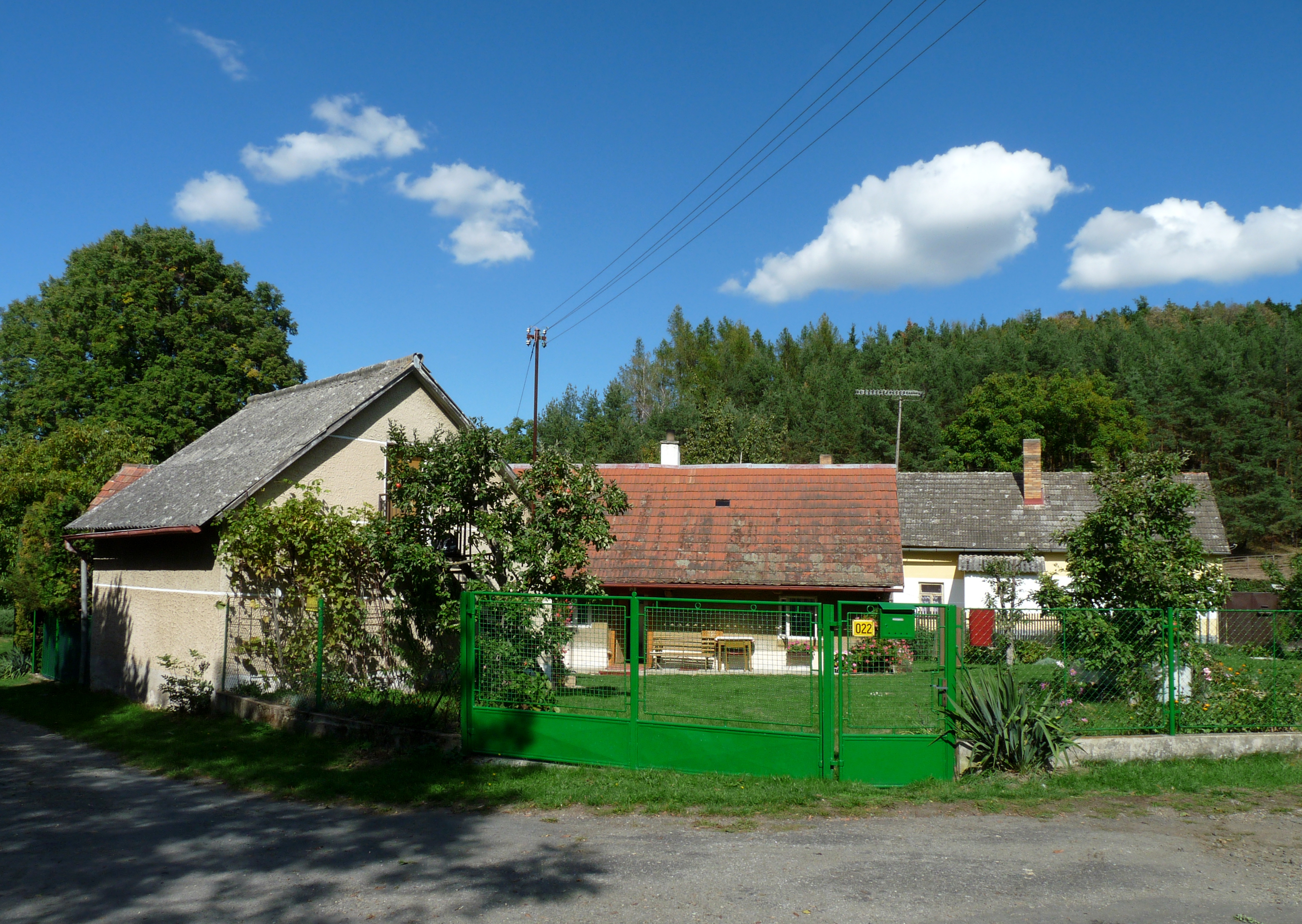
Huizen in het dorp (2015)